# Manukau
Manukau é uma cidade em Auckland, na Nova Zelândia. É a terceira maior cidade na Nova Zelândia, com uma população de 360 200 habitantes.